# Ptilogyna tasmaniensis
Ptilogyna tasmaniensis är en tvåvingeart som först beskrevs av Alexander 1922.  Ptilogyna tasmaniensis ingår i släktet Ptilogyna och familjen storharkrankar. Inga underarter finns listade i Catalogue of Life.